# Kanton Bourg-Saint-Andéol
Der Kanton Bourg-Saint-Andéol ist ein französischer Wahlkreis im Département Ardèche in der Region Auvergne-Rhône-Alpes. Er umfasst neun Gemeinden im Arrondissement Privas.

## Gemeinden
Der Kanton besteht aus neun Gemeinden mit insgesamt 19.145 Einwohnern (Stand: 1. Januar 2022) auf einer Gesamtfläche von 262,27 km²:
| Gemeinde                  | Einwohner 1. Januar 2022 | Fläche km² | Dichte Einw./km² | Code INSEE | Postleitzahl |
| ------------------------- | ------------------------ | ---------- | ---------------- | ---------- | ------------ |
| Bidon                     | 256                      | 28,93      | 9                | 07034      | 07700        |
| Bourg-Saint-Andéol        | 7.506                    | 43,74      | 172              | 07042      | 07700        |
| Gras                      | 588                      | 56,68      | 10               | 07099      | 07700        |
| Larnas                    | 272                      | 13,50      | 20               | 07133      | 07220        |
| Saint-Just-d’Ardèche      | 1.611                    | 10,44      | 154              | 07259      | 07700        |
| Saint-Marcel-d’Ardèche    | 2.357                    | 36,12      | 65               | 07264      | 07700        |
| Saint-Martin-d’Ardèche    | 941                      | 5,53       | 170              | 07268      | 07700        |
| Saint-Montan              | 1.955                    | 33,18      | 59               | 07279      | 07220        |
| Viviers                   | 3.659                    | 34,15      | 107              | 07346      | 07220        |
| Kanton Bourg-Saint-Andéol | 19.145                   | 262,27     | 73               | 0705       | –            |

Im Zuge der landesweiten Neuordnung der französischen Kantone im März 2015 änderte sich der Kanton Bourg-Saint-Andéol nur geringfügig: anstelle von Saint-Remèze stieß die Gemeinde Viviers hinzu. Er besaß vor 2015 einen anderen INSEE-Code als heute, nämlich 0704, und umfasste eine Fläche von 270,81 km2.

## Politik
| Vertreter im Departementrat | Vertreter im Departementrat      | Vertreter im Departementrat |
| Amtszeit                    | Namen                            | Partei                      |
| --------------------------- | -------------------------------- | --------------------------- |
| 2015–                       | Christine Malfoy Pascal Terrasse | PS                          |